# Matthias Ward
Matthias Ward, född 13 oktober 1805 i Elbert County, Georgia, död 5 oktober 1861 i Warm Springs (numera Hot Springs), North Carolina, var en amerikansk demokratisk politiker. Han representerade delstaten Texas i USA:s senat 1858-1859.
Ward studerade juridik. Han flyttade 1836 till Republiken Texas. Han var ledamot av Republiken Texas representanthus 1842-1844.
Senator James Pinckney Henderson avled 1858 i ämbetet och Henderson blev utnämnd till senaten. Han efterträddes följande år av Louis Wigfall.
Wards grav finns på Old City Cemetery i Nashville.